# Ermenegildo Andrian
Ermenegildo Andrian (Trieste, 30 settembre 1920 – Trieste, 15 gennaio 2006) è stato un calciatore e allenatore di calcio italiano, di ruolo attaccante.

## Carriera

### Giocatore
Esordisce nella Triestina nella stagione 1939-1940, raccogliendo 9 presenze complessive in quattro stagioni fino alla sospensione dei campionati per la guerra, durante la quale disputa un campionato nel Pro Gorizia; al ritorno della pace lascia definitivamente la Triestina e passa al L'Aquila. Gioca poi per il Catanzaro, con cui conclude la carriera ad alto livello disputando quattro campionati, restandovi malgrado una retrocessione.

### Allenatore
Dopo la Seconda guerra mondiale si hanno notizie di una sua esperienza da allenatore sulla panchina della Vibonese.